# Maximilian Haider (Handballspieler)
Maximilian Haider (* 26. April 1996 in Wiesbaden) ist ein ehemaliger deutscher Handballspieler. Er spielte auf der Position des Kreisläufers und war Kapitän des Zweitligisten Eulen Ludwigshafen.

## Karriere
Haider wuchs in München auf und begann dort seine Handballkarriere beim TSV Allach 09. Mit 15 Jahren wechselte er ins Nachwuchsleistungszentrum der Rhein-Neckar Löwen in Kronau. Er spielte für deutsche Jugend- und Junioren-Nationalmannschaften.
Im Januar 2017 wechselte er zu den Eulen Ludwigshafen. Mit dem Team stieg er in die Bundesliga auf und wurde später Kapitän. Nach mehreren Jahren als Leistungsträger kündigte er im Februar 2025 an, seine Profi-Karriere nach der Saison 2024/25 zu beenden – unter anderem wegen Rückenproblemen.